# Kanton Gaillac
Der Kanton Gaillac ist seit 1790 ein französischer Wahlkreis im Arrondissement Albi, im Département Tarn und in der Region Okzitanien. Hauptort ist Gaillac.

## Gemeinden
Der Kanton besteht aus drei Gemeinden mit insgesamt 18.604 Einwohnern (Stand: 1. Januar 2022) auf einer Gesamtfläche von 77,74 km²:
| Gemeinde       | Einwohner 1. Januar 2022 | Fläche km² | Dichte Einw./km² | Code INSEE | Postleitzahl |
| -------------- | ------------------------ | ---------- | ---------------- | ---------- | ------------ |
| Brens          | 2.418                    | 22,79      | 106              | 81038      | 81600        |
| Broze          | 106                      | 4,02       | 26               | 81041      | 81600        |
| Gaillac        | 16.080                   | 50,93      | 316              | 81099      | 81600        |
| Kanton Gaillac | 18.604                   | 77,74      | 239              | 8111       | –            |

Bis zur landesweiten Neuordnung der französischen Kantone im März 2015 gehörten zum Kanton Gaillac die zwölf Gemeinden Bernac, Brens, Broze, Castanet, Cestayrols, Fayssac, Gaillac, Labastide-de-Lévis, Lagrave, Montans, Rivières und Senouillac. Sein Zuschnitt entsprach einer Fläche von 195,90 km2. Er besaß vor 2015 den INSEE-Code 8112.